# Club Baloncesto Ciudad de Valladolid
|  | Aquest article tracta sobre el club de bàsquet fundat el 2015. No s'ha de confondre amb el Club Baloncesto Valladolid (el club que es va fundar el 1976 i va desaparèixer el 2015). |

El Club Baloncesto Ciudad de Valladolid (anomenat Carramimbre Club Baloncesto Ciudad de Valladolid per motius de patrocini) és un club de bàsquet de la ciutat de Valladolid. Es va fundar l'any 2015 per omplir el buit que deixà el Club Baloncesto Valladolid com a club de bàsquet de referència a la ciutat. El seu creador va ser Mike Hansen.